# Ionuț Vulpescu
Ioan Vulpescu dit Ionuț Vulpescu, né le 17 juin 1976, est un homme politique roumain, membre du Parti social-démocrate (PSD).
De décembre 2014 à novembre 2015 il est ministre de la Culture dans le gouvernement Ponta IV et de nouveau depuis janvier 2017 dans le gouvernement Grindeanu.

## Biographie
Ionuț Vulpescu est né le 17 juin 1976 à Marghita, Roumanie. Il est diplômé de la faculté de théologie orthodoxe de l'Université de Bucarest.